# Bataille de Tlemcen (1550)
Pour les articles homonymes, voir Bataille de Tlemcen.
Batailles
La bataille de Tlemcen  en septembre 1550 oppose les Saadiens, dynastie de chérifs de l'Empire chérifien, et la régence d'Alger. Elle est le fruit de l'abandon de la ville de Tlemcen par Alger à la main d'un souverain zianide, le sultan Moulay Hassan Abou Zayane, vassal de l'Espagne. En effet Hassan Pacha, algérien par sa mère craint une révolte de janissaires turcs à Alger et doit lever la garnison de Tlemcen pour dissuader toute révolte à Alger.
Les chérifs saadiens, mènent une invasion à l'est de la Moulouya et prennent Tlemcen sans combattre. Dès lors Tlemcen sert de point de départ à diverses expéditions saadiennes infructueuses contre la régence d'Alger sur le Chélif et Mostaganem.
En représailles, Hassan Pacha, se décide à reprendre la région de Tlemcen : l'armée turco-algérienne rencontre l'armée marocaine près de Tlemcen sur l'oued Zadidga dans un premier affrontement le 4 septembre : les Marocains sont défaits.
Les renforts saadiens conduits par Moulay ‘Abd el-Kāder arrivent enfin pour sauver son frère bloqué dans Tlemcen font la jonction de leurs forces. Hassan Corso préfère alors battre en retraite, durant laquelle il éprouve des pertes, et les hostilités sont suspendues en raison du mois de ramadan.
Les deux princes saadiens gardent donc Tlemcen mais seront toutefois définitivement battu en 1551, par une expédition de reconquête partie d'Alger avec le renfort de Kabyles des Beni Abbès.

## Contexte
En 1511, le royaume de Tlemcen perd son indépendance en reconnaissant la suzeraineté espagnole. Dès lors, les Espagnols et Turcs s'affrontent et intronisent tour à tour leurs prétendants au trône zianide. En 1549, les Turcs deviennent maître de la situation, intronisent Moulay Hassen au trône, puis installent une garnison de 200 hommes au Mechouar de Tlemcen. La même année, les Saadiens s'emparent de Fès et font craindre aux Turcs d'Alger de perdre l'appui des confréries religieuses en Oranie occidentale : le nouveau pouvoir arabe chérifien des Saadiens est un voisinage moins conciliant que la dynastie berbère des Wattassides détrônées,.
Hassan Pacha, fils de Kheirredine évacue cependant Tlemcen qu'il laisse à un prétendant pro-espagnol, le sultan Moulay Abou Zayane dit Hassan : les troupes d'Alger baissent leur étendards et évacuent le mechouar. Les Saadiens prennent donc possession d'une ville aux mains d'un vassal de l'Espagne. Les Espagnols peuvent alors choisir de défendre leur allié zianide ou de l'abandonner, mais préfèrent ne pas intervenir, probablement en raison d'une entente avec les Saadiens. Le beylerbey d'Alger, Hassan Pacha, peut compter sur ses troupes de Tlemcen et sur les Andalous pour dissuader toute révolte de janissaires à Alger : de mère algérienne il doit sans cesse réprimer le parti pro-turc de la régence d'Alger. Il laisse par la même occasion l'opportunité à ses deux ennemis à l'ouest,Espagnols d'Oran et Saadiens, de s'affronter.
L'ambitieux chérif saadien Mohammed ech-Cheikh suivant avec attention les évènements à l'Est, lance en mars 1549, plus de 6 000 cavaliers contre Guercif, alors sous contrôle des Ouartajin de Debdou, alliés aux Wattassides. La prise de cette ville pousse les Beni Snassen, les Mediouna et les Trara à faire leur soumission.
Les Turcs proposent au chérif saadien Mohamed el Mehdi une d'une action commune contre les Espagnols : les troupes d'El-Djazaïr devaient prendre position devant Mostaganem et faire leur jonction avec celles du chérif pour attaquer Oran. Un accord sur le partage du domaine zianide est même conclue : les Chérifs saadiens récupèreront Tlemcen tandis qu'Oran ira aux Turcs,. L'accord reste néanmoins lettre morte en raison des intrigues des Turcs d'Alger avec le souverain de Debdou.
Le 9 juin 1550, les Saadiens s'emparent sans combat de Tlemcen. La garnison turque et le zianide Moulay Hassen sont faits prisonniers et envoyés à Fès. De là, les Saadiens razzient toute la région, puis s'attaquent à Debdou, et y installent un caïd. Le roi de Debdou obtient la permission de se retirer à Melilla avec les siens. Les Saadiens ne poussent cependant pas leur avantage vers l'Est, Moulay Harran atteint de maladie rentre à Fès, et décède deux mois après, tandis qu'une révolte d'Ahmed al-Araj au Tafilalet éclate, et pousse les Saadiens à y mener une expédition.

## Déroulement
Agacé par la perte de Tlemcen et ne pouvant tolérer la présence d'une armée marocaine dans une région dépendant de la régence d'Alger, le beylerbey d'Alger Hassan Pacha confie une armée au renégat corse Hassan Corso dans le but de reprendre la ville en août 1550. Les forces de la régence d'Alger se rassemblent dès le mois d'août 1550, sur la rive droite du Chelif, comptant 5 000 arquebusiers turcs, mudéjares et algérois, sans compter la cavalerie, encore plus importante et 30 pièces d'artillerie, et sont renforcées par d'importants contingents de cavalerie des tribus soumises à l'autorité d'Alger. Hassan Corso franchit donc le Chelif et entame la marche de son armée en direction de l'Oued Tlelat chassant les Beni Rached et son mezouar El-Mansour ben Bou Ghanem, ralliés aux Marocains, qui se replient sur Tlemcen.
La ville de Tlemcen compte alors une faible garnison marocaine sous le commandement du prince Moulay Abdelkader. Le sultan saadien Mohammed ech-Cheikh craignant pour son fils trop faible pour affronter les Turcs, rassemble une force de secours à Fès dès la fin d'août, comprenant 20 000 cavaliers et 15 pièces d'artillerie, dont il confie le commandement à un autre de ses fils, Moulay Abdallah. Entre-temps, l'armée turco-algérienne atteint Tlemcen le 4 septembre 1550, où la garnison marocaine commandée par Moulay Abdelkader les attend de pied ferme. Une bataille se déclenche près de l'oued Zadidja, et les Marocains sont battus et refoulés sur Tlemcen.
La situation est alors critique pour Moulay Abdelkader, assiégé par les Turcs dans la ville. Mais dans la nuit, Hassan Corso est informé par un transfuge de l'arrivée d'une force de secours marocaine dirigée par Moulay Abdallah. Il décide alors de battre en retraite immédiatement. Les Marocains en profitent pour se lancer à la poursuite de leurs vainqueurs de la veille, obligeant l'armée tuque à se réfugier dans les montagnes. Les auxiliaires maures de Hassan Corso subissent notamment de lourdes pertes. Les opérations sont alors suspendues à cause du Ramadan, et les Turcs se retirent sur Alger par Mostaganem et Kalaa, tandis que les fils du sultan regagnent Tlemcen.

## Conséquences
Auguste Cour affirme au contraire que Moulay Harran grisé par les encouragements de ses capitaines, grisés par les succès faciles et un parti d'Algériens hostiles aux Turcs le poussent à attaquer Mostaganem. Hassan Pacha obtient dès lors un motif pour légitimer son intervention aux yeux des populations musulmanes. Il se lance dans une série de campagnes militaires pour secourir les tribus algériennes ayant fui devant le chérif saadiens comme les Beni Amer d'Oran et lance également une riposte sur le plan religieux avec l'intrigue des confréries.

## Sources

### Sources bibliographiques
1. 1 2 3 4 5 6 7  Castries 1921, p. 205
2. ↑  Castries 1921, p. 202
3. ↑  Castries 1921, p. 203
4. 1 2 3  Castries 1921, p. 204

#### Francophone
- Henry De Castries, Les sources inédites de l'histoire du Maroc. Archives et bibliothèques d'Espagne. Tome I., Ernest Leroux, 1921, 670 p. (lire en ligne)